# Jimmer's de Saint-Lô
Uniformes
Les Jimmer's de Saint-Lô est un club français de baseball localisé à Saint-Lô.

## Histoire
Le club est créé le 2 juin 1987 et obtient rapidement d'excellents résultats. Dès 1995, les Jimmer's sont vice-champions de France. En 1996 et 1997, ils remportent le titre. Les résultats suivent également au niveau européen puisqu'ils atteignent la finale de la Coupe d'Europe des vainqueurs de coupe en 1996 et qu'ils remportent la Coupe d'Europe des clubs champions (groupe B) en 1998. Le club évoluait en Championnat de France Élite au début de la saison 2007, mais des problèmes financiers ont conduit au forfait général du club après la 9e journée du championnat. Les résultats des 16 premiers matchs ont été annulés et de nombreux joueurs de l'équipe ont retrouvé un club pour finir la saison.
Au cours de la saison 2011-2012, les Jimmer's sortent vainqueurs de leur championnat après être restés de longues années en Régional, ils retrouvent donc ainsi la Nationale 2 (4e division), puis accèdent deux ans plus tard au Nationale 1 (3e division).
En fin de saison 2016, le club perd en demi-finale N1 contre Rouen. Courant novembre 2016, la Fédération change la formule pour le championnat de France de Division 2 2017.
La poule unique de 5 équipes en 2016 devient un championnat à 2 poules géographiques (Nord/Sud) et passe à 8 équipes. Le club accède au niveau de la deuxième division pour la saison 2017. Le club atteint lors de cette saison le stade de la finale contre La Rochelle Boucaniers en s'inclinant lors du dernier match.

## Bilan saison par saison

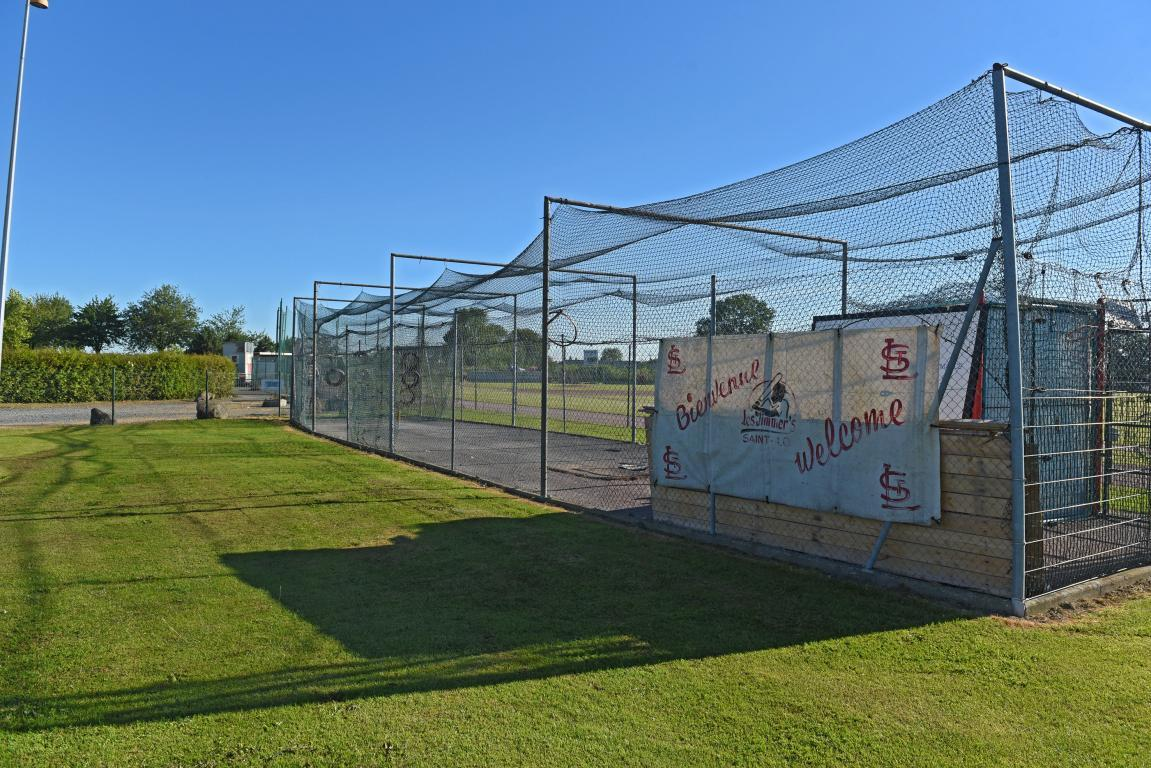
Cage de frappe de Baseball des Jimmer's de Saint-Lô

## Stade

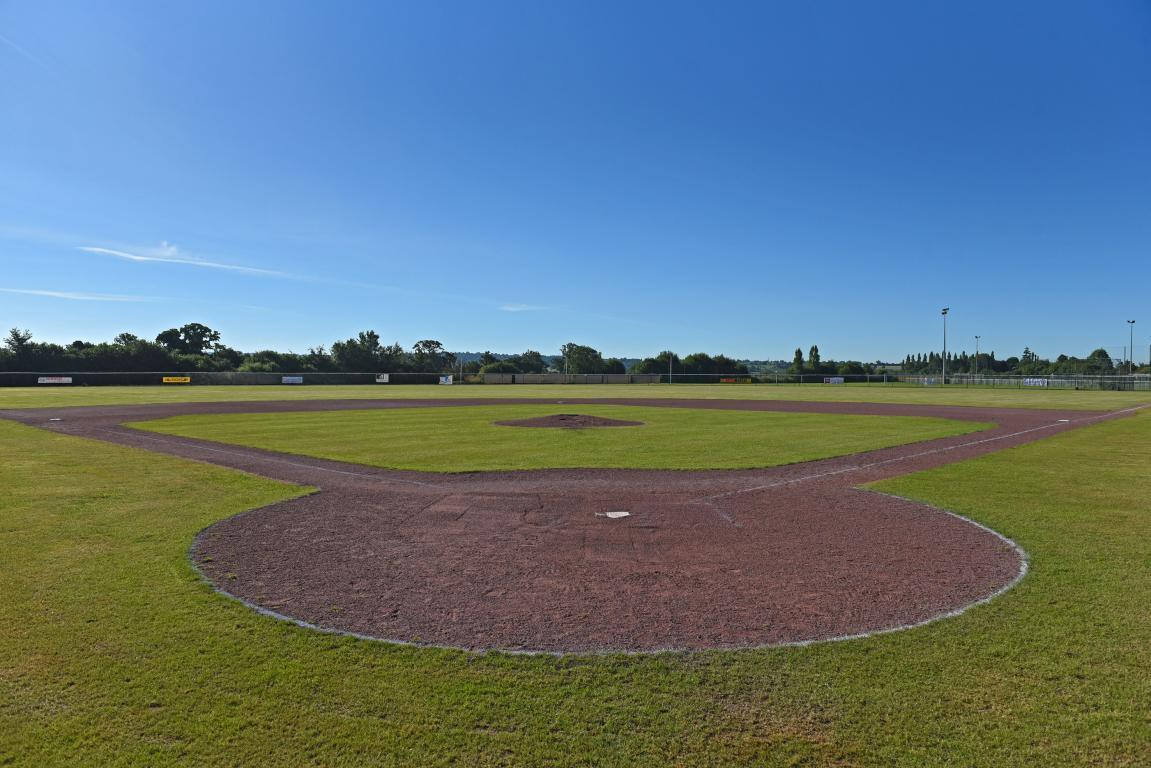
Terrain de Baseball des Jimmer's de Saint-Lô

Le terrain de Baseball des Jimmer's de Saint-Lô se situe Route de Torigni. Il a été construit en 1994, auparavant les Jimmer's évoluer sur un stade qui se situait de l'autre côté de la route principal qui longe le terrain.

## Palmarès
- Vice-champion de France : 1995
- Finaliste de la Coupe des vainqueurs de coupe : 1996
- Champion de France Élite (D1) : 1996, 1997
- Vainqueur de la Coupe d'Europe des Champions (Groupe B) : 1998
- Champion de France de Nationale 1 (D2) : 2005
- Vainqueur en division honneur (régionale) : 2011, 2012 et 2014
- Champion de France de Nationale 2 : 2014